# 宏源證券
宏源證券股份有限公司（深交所除牌前：000562，简称：宏源证券）是中國的一間已结业的證券公司，從事證券及黃金等貴金屬的代理買賣、還本付息、分紅派息、保管、鑒證、登記開戶、承銷、資產管理、投資諮詢、融資融券。公司在1993年於新疆烏魯木齊成立，1994年在深圳證券交易所上市，是中國首家上市的證券公司。母公司是中國建銀投資有限責任公司，最終控制人是中央匯金投資有限責任公司。
2014年7月25日，申銀萬國證券以換股吸收合並的方式吸收合並宏源證券股份有限公司。在此次交易中，宏源換股價格為每股9.96元，換股比例為2.049，預計交易金額近400億元，為中國證券業交易金額最大的並購案。吸收合併宏源後，申萬市值將超過700億元，從而一舉躋身行業前三。合併後申銀萬國的股票申請在深交所上市，而宏源證券終止上市。

## 外部連結
- 宏源證券股份有限公司